# Бугаёвский сельский совет (Харьковская область)
Бугаёвский сельский совет — входит в состав Изюмского района Харьковской области Украины.
Административный центр сельского совета находится в селе Бугаёвка.

## Населённые пункты совета
- село Бугаёвка[1]
- село Попасное
- село Россохова́тое
- село Сухо́й Яр
- село Черноба́евка

### Ликвидированные населённые пункты
- село Горохова́тка
- село Голубевка
- село Желе́зный Яр
- село Копанки